# Robledillo de Gata
Robledillo de Gata là một đô thị trong tỉnh Cáceres, Extremadura, Tây Ban Nha. Theo điều tra dân số 2006 census (INE), the municipality has 136 người.

## Biến động dân số
| 2001 | 2002 | 2003 | 2004 | 2005 | 2006 |
| ---- | ---- | ---- | ---- | ---- | ---- |
| 170  | 164  | 161  | 154  | 141  | 136  |